# Rudolf Bucher (Mediziner)
Rudolf Bucher (* 22. Februar 1899 in Luzern; † 17. März 1971 ebenda, katholisch, heimatberechtigt in Luzern) war ein Schweizer Arzt und Politiker (LdU).

## Biografie
Rudolf Bucher wurde am 22. Februar 1899 in Luzern als Sohn des Arztes Josef Bucher geboren. Der Absolvent der Kantonsschule Luzern nahm bis 1925 ein Studium der Medizin an den Universitäten Zürich, Berlin und Basel auf, das er 1931 mit dem Erwerb des akademischen Grades eines Dr. med. in Bern abschloss.
In der Folge war Bucher von 1930 bis 1938 als leitender Arzt der wissenschaftlichen Abteilung der Chirurgischen Universitätsklinik Basel tätig. Daran anschliessend führte er eine Arztpraxis in Zürich. Dazu wirkte er nach seiner 1937 erfolgten Habilitation ab 1938 als Privatdozent für chirurgische Experimentalforschung an der Universität Basel.
Rudolf Bucher, der zweimal verheiratet war, verstarb am 17. März 1971 vier Wochen nach Vollendung seines 72. Lebensjahres in Luzern.

## Wirken
Rudolf Bucher entfaltete eine grosse Forschungstätigkeit auf dem Gebiet der Vollblut- und Blutplasmatransfusionen. Im Jahr 1941 wurde er zum Leiter des Blutspendedienstes der Schweizer Armee bestellt. Aus medizinischem Interesse nahm Bucher zwischen 1941 und 1942 an der neutralitätspolitisch umstrittenen "Freiwilligen Schweizerischen Ärztemission" an die Ostfront teil. Dort wurde er Augenzeuge der Erschiessung von 62 russischen Geiseln durch die Deutschen und erhielt Kenntnis von der Massenvernichtung der Juden sowie den Zuständen in den Konzentrationslagern. Die Behörden behinderten danach seine Bemühungen, die schweizerische Öffentlichkeit über die Vorgänge an der Ostfront aufzuklären. Erst 1967 legte er den umfassenden Erlebnisbericht "Zwischen Verrat und Menschlichkeit. Erlebnisse eines Schweizer Arztes an der deutsch-russischen Front 1941/42" vor.
Daneben galt Buchers Engagement dem Rettungswesen. Dazu fungierte er 1952 als Mitbegründer der Schweizerischen Rettungsflugwacht (Rega).

## Weitere Werke (Auswahl)
- Die Löslichkeit der Muskeleiweiße nach Adrenalektomie und Hypophysektomie, 1941
- Experimenteller Beitrag zur Frage der Verwendung von Universalspenderblut, 1942
- Fliegen, Retten, Helfen : Werden, Aufbau und Bewährung der Schweizererischen Rettungs-Flugwacht von den Pionieren des Alpenfluges bis ins Jahr 1959, 1961
- Fragen des Ertrinkungstodes und der Wiederbelebung : Für Ärzte, Studierende und gebildete Laienhelfer, 1964
- Das Rettungsschwimmen als Wettkampf : Ernste Spiele im Dienste der Lebensrettung, 1965

## Politische Funktionen
Rudolf Bucher, Mitglied des Landesrings der Unabhängigen (LdU), vertrat seine Partei in den Jahren 1947 bis 1950 im Zürcher Kantonsrat sowie im Nationalrat.